# Сары-Тюз
Сары-Тюз (в переводе с карачаевского «сары» - жёлтая, «тюз» - поле, долина) — аул в Усть-Джегутинском районе Карачаево-Черкесской Республики (Россия).
Образует муниципальное образование Сары-Тюзское сельское поселение как единственный населённый пункт в его составе.

## История
В 1957 году указом Президиума Верховного Совета РСФСР село Прикубанское переименовано в аул Сары-Тюз.

## Население
| 2002  | 2010  | 2012  | 2013  | 2014  | 2015  | 2016  |
| ----- | ----- | ----- | ----- | ----- | ----- | ----- |
| 3174  | ↗4297 | ↗4423 | ↗4465 | ↘4410 | ↘4380 | ↘4328 |
| 2017  | 2018  | 2019  | 2020  | 2021  | 2023  | 2024  |
| ↘4290 | ↘4230 | ↘4202 | ↘4193 | ↘4186 | ↘4147 | ↘4112 |
| 2025  |       |       |       |       |       |       |
| →4112 |       |       |       |       |       |       |

## Экономика
Недалеко от аула расположена Зеленчукская ГЭС. Для работы этой ГЭС, расположенной в непосредственной близости к руслу Кубани, в районе аула Сары Тюз предусмотрена переброска по каналу части стока рек Маруха, Аксаут и Большой Зеленчук.

## Археология
В долине над аулом Сары-Тюз находится городище поздней кобанской культуры IV—III вв до нашей эры.